# Пятнадцатилетняя, или Подростки
«Пятнадцатилетняя, или Подростки» (исп. Quinceañera, o Menores de edad) — мексиканская 103-серийная мелодрама 1987 года производства Televisa.

## Сюжет
Марикрус и Беатрис являются хорошими подругами с самого раннего детства. Однако Беатрис из богатой семьи, а Марикрус - наоборот, из бедной. На красоту Марикрус обращают внимание двое парней, Панчо и Мемо. Марикрус в итоге влюбилась в Панчо, но Кармен, её мать, не одобрила выбор дочери, ибо по натуре он бедняк и скромный механик, а она хотела для своей дочери миллионера. Панчо и Марикрус продолжают бороться за свою любовь, препятствуя попыткам матери разлучить их, но Мемо отбил её от Панчо. Беатрис влюбилась в брата Марикрус, Херардо, который оказался наркоманом и использовал её, а когда она забеременела, то выкинул на улицу. В связи с тяжелым состоянием Беатрис у нее произошёл выкидыш, а затем пошла чёрная полоса в жизни: за кражу арестовали отца Марикрус, Мемо обокрал Леонор и Марикрус, вскоре его арестовали и он скончался в тюрьме, а двоюродный брат Марикрус Серхио покончил жизнь самоубийством.

## Создатели телесериала

### В ролях
1. Адела Норьега (Adela Noriega)
... Марикрус Фернандес Салькосер
2. Талия (Thalía)
... Беатрис Вильянуэва Контрерас
3. Эрнесто Лагуардия (Ernesto Laguardia)
... Панчо
4. Себастьян Лигарде (Sebastian Ligarde)
... Гильермо «Мемо» Лопес
5. Армандо Арайса (Armando Araiza)
... Чато
6. Наилея Норвинд (Nailea Norvind)
... Леонор
7. Рафаэль Рохас (Rafael Rojas)
... Херардо Фернандес Саркосер
8. Фернандо Чангеротти (Fernando Ciangherotti)
... Серхио Иттуральде Контрерас
9. Бланка Санчес (Blanca Sánchez)
... Ана Мария Контрерас де Вильянуэва
10. Хорхе Лават (Jorge Lavat)
... Роберто Вильянуэва
11. Инес Моралес (Inés Morales)
... Эльвира Контрерас вдова де Иттуральде
12. Росарио Гранадос (Rosario Granados)
... Росалия вдова де Контрерас
13. Хульета Эгуррола (Julieta Egurrola)
... Кармен Саркосер де Фернандес
14. Луис Баярдо (Luis Bayardo)
... Рамон Фернандес
15. Маргарита Санс (Margarita Sanz)
... Эдувихес Саркосер
16. Алехандра Гольяс (Alejandra Gollas)
... Адриана Фернандес Саркосер
17. Алисия Монтойя (Alicia Montoya)
...Лича
18. Рене Муньос (René Muñoz)
... Тимотер «Тимо»
19. Сильвия Каос (Silvia Caos)
... Консуэло
20. Мече Барба (Meche Barba)
... Лупе
21. Кристофер Лаго (Christopher Lago)
... Карлитос
22. Роберто Бальестерос (Roberto Ballesteros)
... Антонио
23. Карен Сентиес (Karen Sentíes)
... Тереса
24. Абрахам Мендес (Abrahm Méndez)
... Эрнесто
25. Омар Фьерро (Omar Fierro)
... Артурт
26. Ана Берта Эспин (Ana Bertha Espín)
... Эстела
27. Луча Морено (Lucha Moreno)
... Вирхиния Кампос
28. Марикармен Вела (Maricarmen Vela)
... Энрикета Солорсано
29. Хульета Брачо (Julieta Bracho)
... Пальмира
30. Марта Аура (Marta Aura)
... Гертрудис
31. Панчо Мюллер (Pancho Muller)
... Андрес «Толучо» Лопес
32. Роберто Каррера (Roberto Carrera)
... Хоакин
33. Карлос Эспехель (Carlos Espejel)
... Реинтегро
34. Ана Сильвия Гарса (Ana Silvia Garza)
... София
35. Лусеро Ландер (Lucero Lander)
... Алисия
36. Ана Мария Агирре (Ana María Aguirre)
... Кристина
37. Тео Тапия (Teo Tapia)
... адвокат де ла Баррера
38. Рикардо де Лоэра (Ricardo de Loera)
... адвокат Эспиноса
39. Энрике Хилаберт (Enrique Gilabert)
... Сеньор Вильярреаль
40. Gabriel
... Чамо
41. Роландо Де Кастро (Rolando de Castro)
... адвокат де ла Баррера
42. Габриэла Гольдсмит (Gabriela Goldsmith)
43.Bamini
Bamini
44. Роса Елена Диас (Rosa Elena Diaz)
... Мать Эсперанса
45. Маурисио Феррари (Mauricio Ferrari)
... Пабре дель Чамо
46. Блас Гарсия (Blas García)
... Теодоро
47. Алехандро Рабаго (Alejandro Rábago)
... Ансельмо
48.Джосс Гомес (Joss Gomez)
... Хосе
49. Кейко (Keiko)
... Орка

### Административная группа

#### Либретто
- оригинальный текст — Рене Муньос.

#### Режиссеры
- режиссёр-постановщик — Педро Дамиан.

#### Продюсеры
- исполнительный продюсер — Карла Эстрада.

## Награды и премии
Телесериал был номинирован 10 раз на премии El Heraldo и TVyNovelas. И все 10 раз забрал награду.